# Червен тритон
Червните тритони (Pseudotriton ruber) са вид земноводни от семейство Безбелодробни саламандри (Plethodontidae).
Срещат се в източните части на Съединените американски щати.
Таксонът е описан за пръв път от френския зоолог Пиер-Андре Латрей през 1801 година.

## Подвидове
- Pseudotriton ruber nitidus
- Pseudotriton ruber ruber
- Pseudotriton ruber schencki
- Pseudotriton ruber vioscai